# Vue d'artiste

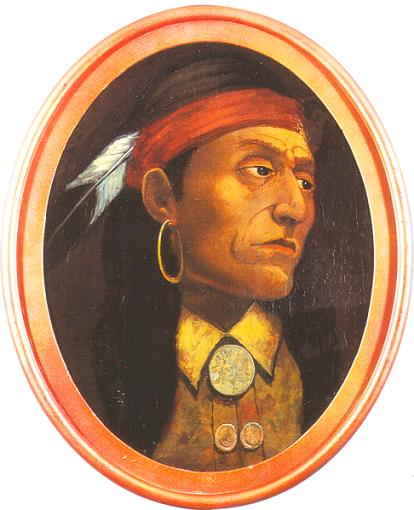
Vue d'artiste du chef amérindien Pontiac, réalisée cent ans après sa mort.

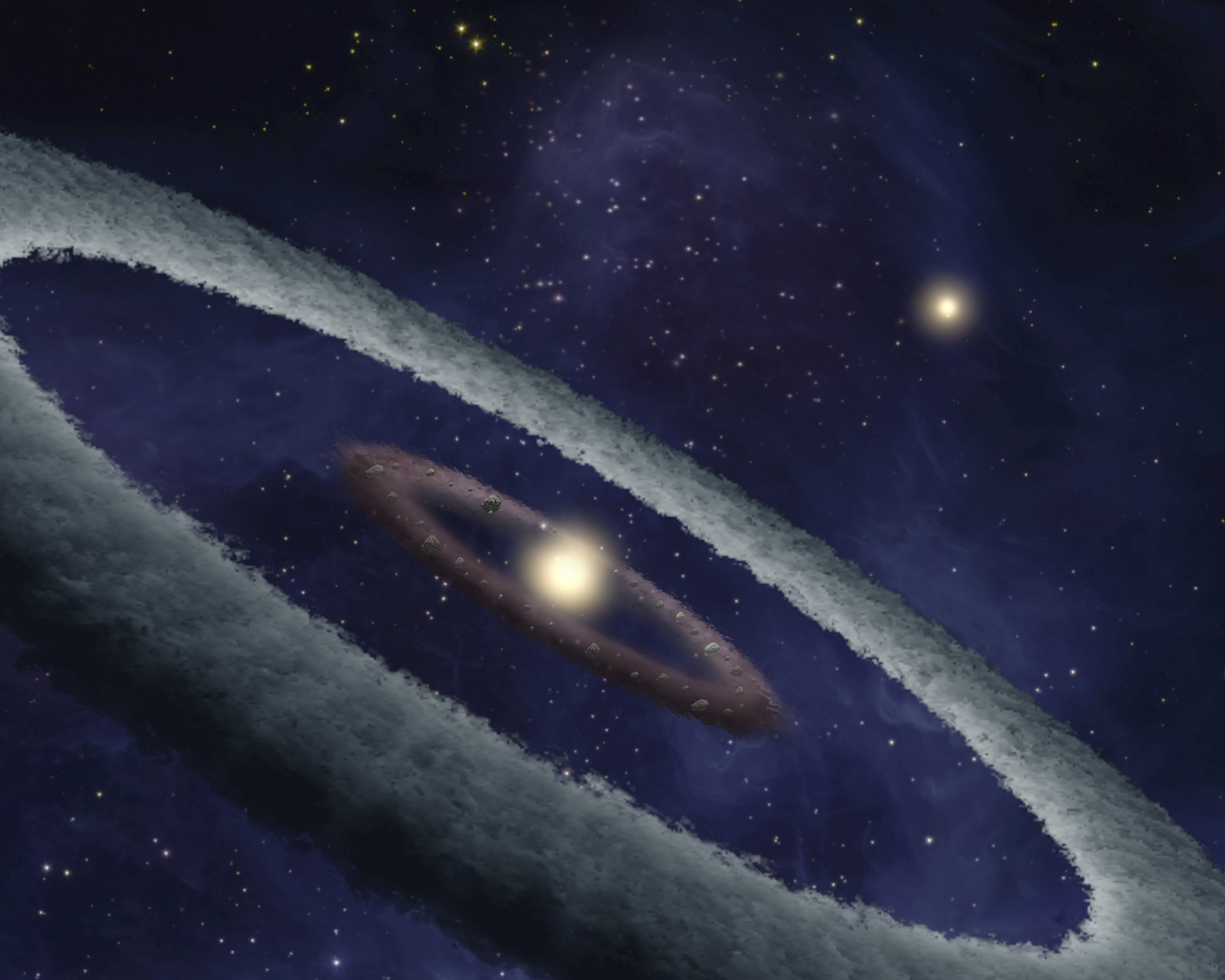
En anglais : Artist’s impression du disque de débris HD 113766.

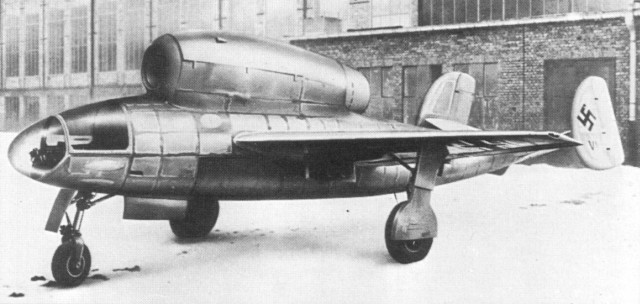
En allemand : Künstlerblick du Henschel Hs 132 Sturzkampfflugzeug.

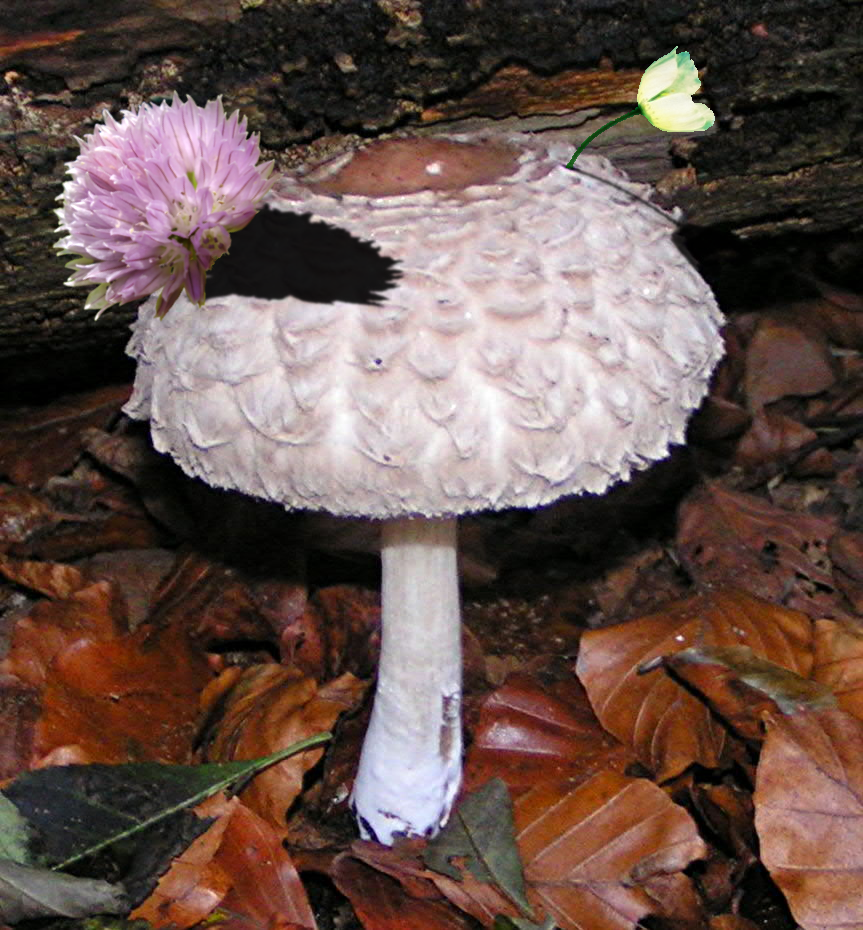
Champignon en fleur (vue d'artiste).

Une vue d'artiste est une illustration créée par un artiste pour représenter un objet, une personne ou une scène lorsqu'aucune autre représentation précise n'est disponible.
Une telle illustration accompagne un thème spéculatif, généralement technique ou scientifique. Elle s'oppose, par sa réalisation, à la vue technique du dessin industriel, à une photographie documentaire selon Charles Mendel en 1905, ou à toute vue contractuelle. Le terme artiste traduit ici le fait que c'est un rendu « humain », par opposition au rendu « mécanique » d'une photographie, et qu'il contient donc une part d'incertitude. L'aspect purement artistique, s'il peut être présent, est cependant en retrait par rapport à l'aspect documentaire.

## But
Le but d'une vue d'artiste est de montrer, à des fins documentaires, didactiques, commerciales ou autres, une représentation explicite d'un sujet réel ou virtuel sur lequel on ne dispose pas de documentation visuelle directe (photographie par exemple).

## Moyens
- Le croquis (relevé dans les conditions impossibles pour la photographie : avant son invention, impossibilité physique de placer un appareil, impossibilité juridique...)
- La spéculation picturale par tous les moyens de l'illustration traditionnelle
- L'image de synthèse
- Les moyens techniques de retouche des programmes informatiques de traitement d'image (montage, choix de « fausses » couleurs...)

## Domaines d'application
Une bonne « vue d'artiste » peut s'alimenter des éléments connus pour en  dresser une image la plus proche possible du but (technique, scientifique, démonstratif, didactique) recherché :
- Les nombreux dessins des projets spatiaux de la Nasa avant l'invention de l'image de synthèse
- Vue réaliste du module Huygens sur Titan[2]
- Vue réaliste du sous-marin d'attaque SNA Barracuda[3]
- Schéma de positionnement de satellites de communication autour de la Terre[4]
- Vue extragalactique de la Voie lactée ou vue du Big-Bang[5] (qui dit tout ce que l'astronomie connaît de l'objet céleste, qui ne peut être photographié par un instrument issu du génie humain).
- Représentation d'objets mathématiques[6]

- En mycologie, la vue d'artiste est courante pour différencier la représentation de l'individu, de celle, plus large, plus générale, de l'espèce.

- En archéologie, la vue d'artiste a permis dès le  XIXe siècle de rendre réalistes les hypothèses sur l'aspect probable d'un site antique aujourd'hui disparu, réduit à ses fondations, ou de rapporter des vues, quelquefois romantiques, des lieux des vestiges (dessins et peintures de Samuel James Ainsley pour les écrits de George Dennis sur les Étrusques[7]).

- En publicité et communication, une vue d'artiste présente par exemple un programme immobilier (maison individuelle, résidence, immeuble, etc.) avant sa construction effective.

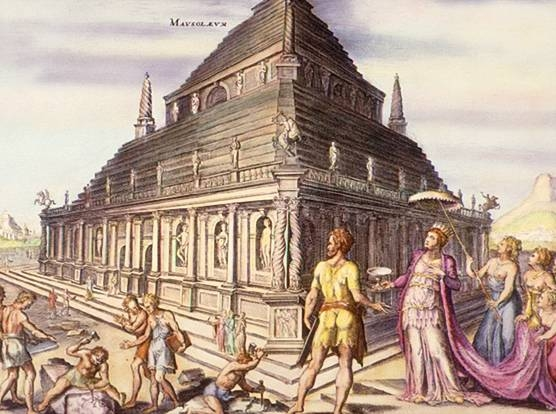
Vue d'artiste par le Néerlandais Maarten van Heemskerck du mausolée d'Halicarnasse.